# Polygala hemipterocarpa
Polygala hemipterocarpa är en jungfrulinsväxtart som beskrevs av Asa Gray. Polygala hemipterocarpa ingår i släktet jungfrulinssläktet, och familjen jungfrulinsväxter. Inga underarter finns listade i Catalogue of Life.